# Papunovela
La Papunovela es una serie de fotonovelas publicadas en la revista satírica El Papus desde su primer número en 1973.

## Características
En la época, la "fotonovela" era un subgénero en auge con el que se pretendía adocenar al público, sobre todo al femenino, mediante historias del tipo de la novela rosa, con personajes muy atildados y que parecían, sobre todo los galanes, recién sacados del estudio de un fotógrafo de bodas. "El Papus" se burlaba de estas historias empezando por su nombre, y representaba otras de carácter soez (interpretadas por los mismos dibujantes, redactores y demás empleados de la revista convenientemente disfrazados)  que de paso eran también una burla de las historias pornográficas contadas mediante fotos, otra invasión de la época.
Hacia 1980, Manuel Vázquez se convirtió en el protagonista principal de las mismas.
Con el tiempo, la "papunovela" empezó a incluir también aventuras de chicas en bikini y luego sin bikini.